# ژولتی رید
ژولتی رید (به بلغاری: Zhulti rid) یک منطقهٔ مسکونی در بلغارستان است که در شهرستان ژبل واقع شده‌است.